# Cosmia orinula
Cosmia orinula là một loài bướm đêm trong họ Noctuidae.